# Rozwadówka
Rozwadówka – wieś w Polsce, położona w województwie lubelskim, w powiecie bialskim, w gminie Sosnówka.
W latach 1975–1998 miejscowość administracyjnie należała do województwa bialskopodlaskiego.
Wieś jest sołectwem w gminie Sosnówka. Według Narodowego Spisu Powszechnego z roku 2011 wieś liczyła 339 mieszkańców i była drugą co do wielkości miejscowością gminy Sosnówka.
Miejscowość jest siedzibą rzymskokatolickiej parafii św. Mikołaja.
| SIMC    | Nazwa            | Rodzaj                          |
| ------- | ---------------- | ------------------------------- |
| 0020037 | Lisica           | przysiółek                      |
| 1024155 | Osiny            | część wsi (zniesiona w 2023 r.) |
| 0020014 | Warszawska Ulica | część wsi                       |
| 0020020 | Zboryszewo       | część wsi                       |